# Эспиналь, Марсело
Родольфо Марсело Эспиналь Панаигуа (исп. Rodolfo Marcelo Espinal Paniagua; родился 24 февраля 1993 года в Ла-Сейба, Гондурас) — гондурасский футболист, защитник клуба «Вида» и сборной Гондураса. Участник Олимпийских игр в Лондоне и Олимпийских игр 2016 в Рио-де-Жанейро.

## Клубная карьера
Эспиналь начал карьеру в клубе «Вида». 5 августа 2012 года в матче против «Реал Эспанья» он дебютировал в чемпионате Гондураса. 22 сентября 2014 года в поединке против «Олимпии» Марсело забил свой первый гол за «Виду».

## Международная карьера
В 2016 году в составе олимпийской сборной Гондураса Марсело принял участие в Олимпийских играх в Рио-де-Жанейро. На турнире он сыграл в матчах против команд Алжира, Аргентины, Южной Кореи, Бразилии и Нигерии.